# Bertil Sandström
Karl Bertil Sandström, född 25 november 1887 i Gävle, död 1 december 1964 i Solna, var en svensk major och dressyrryttare, som deltog i tre olympiska sommarspel. Han blev olympisk silvermedaljör i Antwerpen 1920 och Paris 1924 på hästen Sabel. I Los Angeles 1932 ingick han i det svenska laget som tog silvermedaljerna, denna gång på hästen Kreta.
Bertil gifte sig med Veroni (född Grumme) och fick 2 barn Hasso (född 1918) och Veronica.
Han tillskrivs devisen Där konsten slutar tar våldet vid som pryder Strömsholms ridskola. Sandström är begravd på Östra Ryds kyrkogård.